# Statecznik (oświetlenie)

Schemat świetlówki ze statecznikiem indukcyjnym: statecznik (G) włączony jest szeregowo z rurą wyładowczą (A)

Statecznik – urządzenie elektryczne mające za zadanie ograniczenie natężenia prądu płynącego przez lampę wyładowczą. Ma postać indukcyjnego dławika lub jest układem elektronicznym, który może również pełnić funkcję zapłonnika. Najczęściej zabudowany jest w oprawie lampy, lecz np. niektóre świetlówki kompaktowe mają wbudowany układ stabilizacyjno-zapłonowy.
Konieczność stosowania stateczników wynika z nieliniowej i niejednoznacznej charakterystyki prądowo-napięciowej lamp wyładowczych. Gdy lampa jest zasilana napięciem przemiennym, podczas narastania napięcia, lampa początkowo nie świeci i nie pobiera prądu. Po przekroczeniu pewnej wartości napięcia rozpoczyna się wyładowanie elektryczne, a w związku z pojawieniem się w gazie dużej ilości jonów, następuje szybki wzrost przewodzenia gazu. Przy braku statecznika następowałby wówczas bardzo szybki wzrost przepływającego prądu, powodujący zniszczenie lampy. Statecznik (w najprostszej wersji będący cewką o dużej indukcyjności i niskiej rezystancji) nie dopuszcza do szybkiego wzrostu prądu w czasie od początku wyładowania aż do zmiany polaryzacji napięcia na elektrodach lampy, po której zmienia się również kierunek prądu i cykl się powtarza.

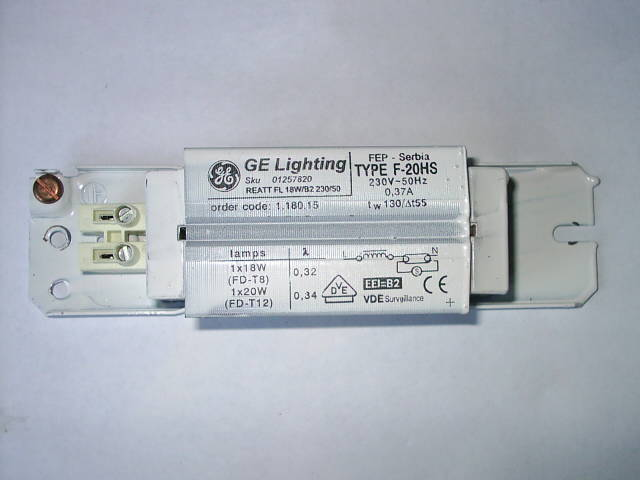
Statecznik indukcyjny do świetlówek 20 W lub 18 W
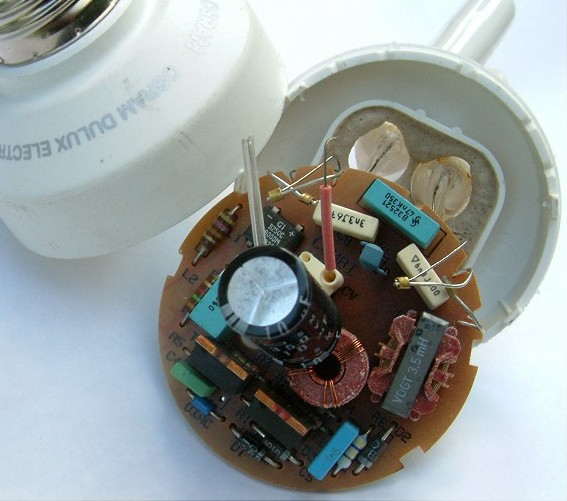
Elektroniczny statecznik wymontowany ze świetlówki kompaktowej
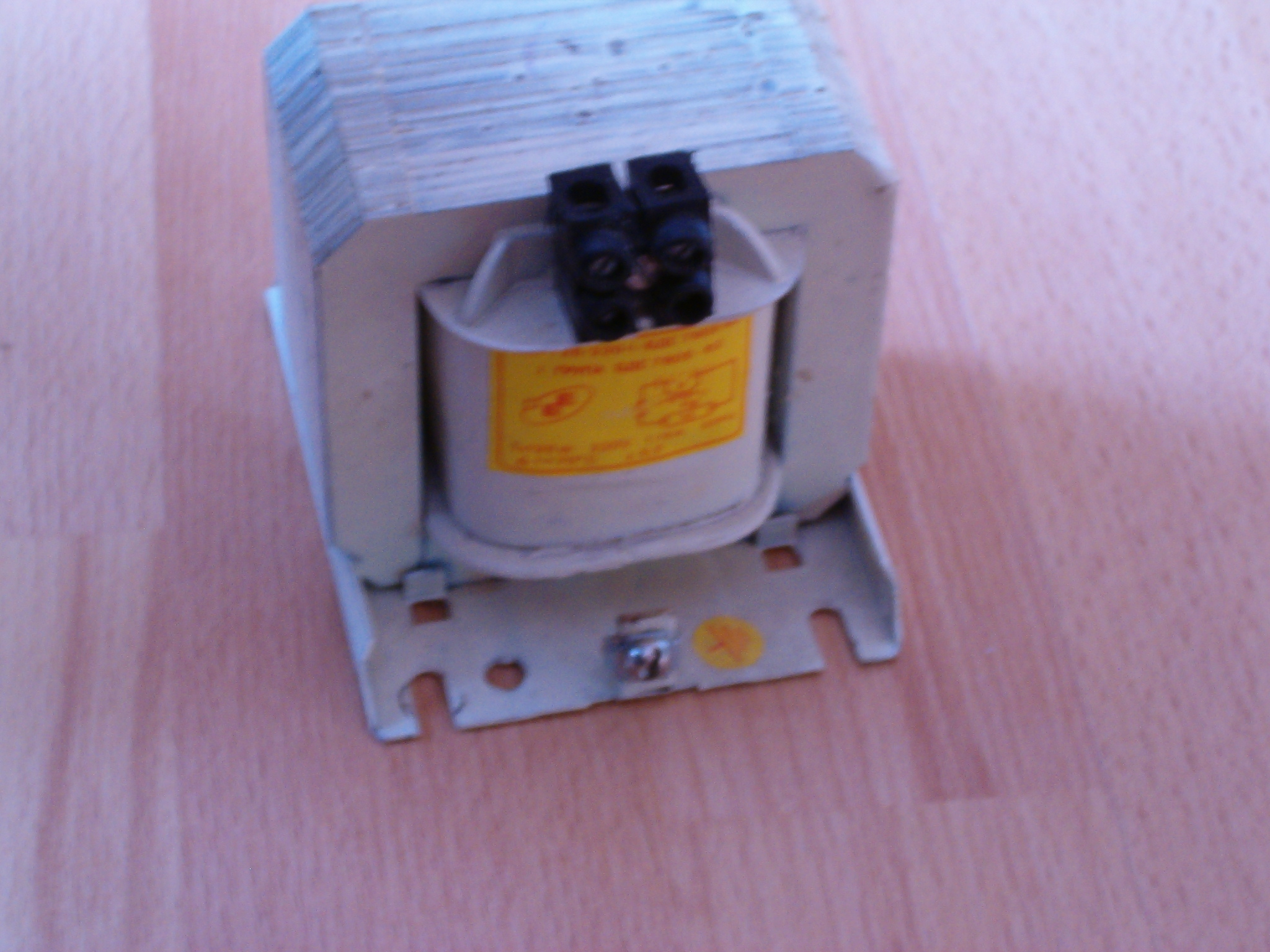
Statecznik do wysokociśnieniowych lamp rtęciowych o mocy 125 W
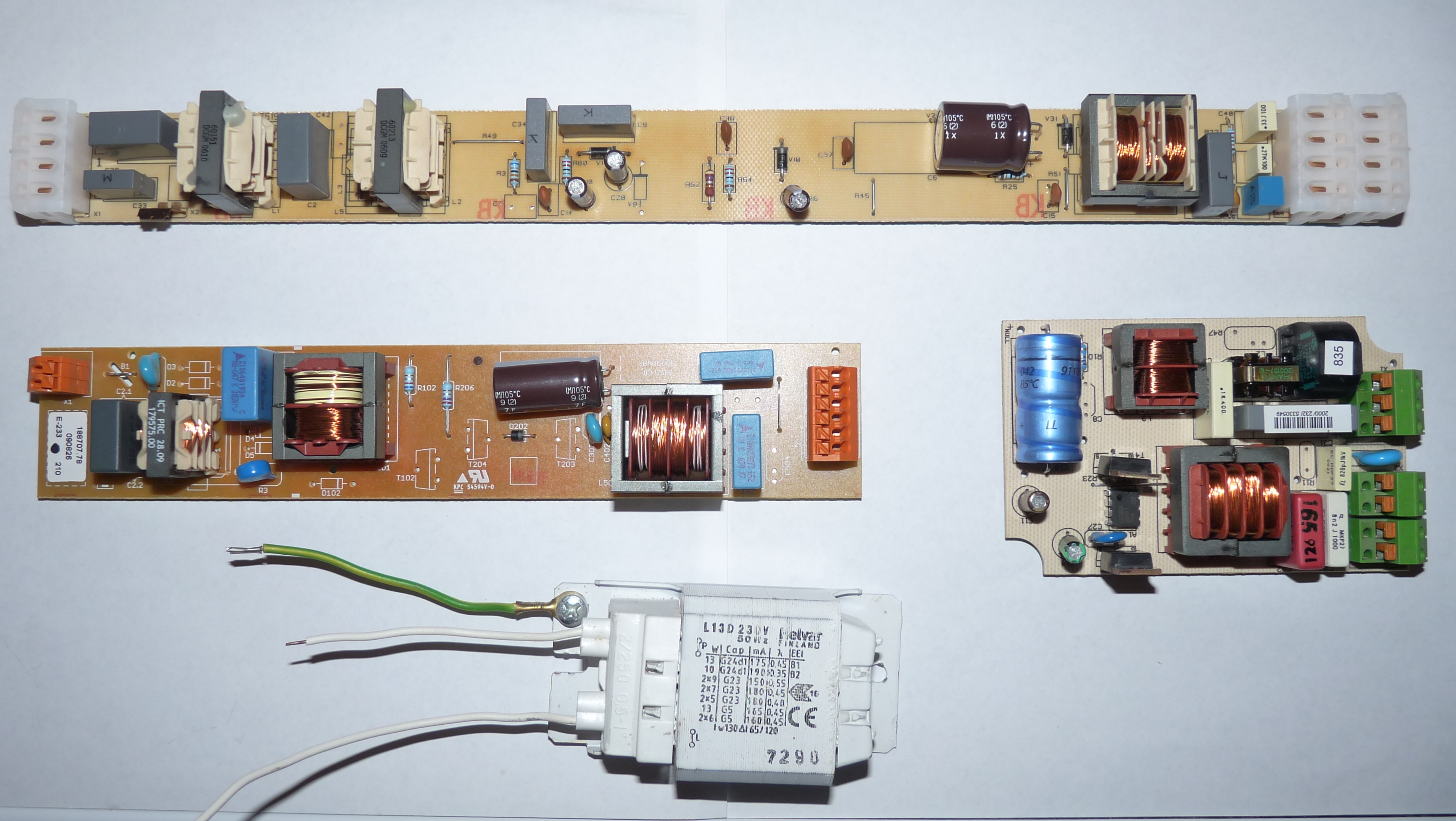
Stateczniki elektroniczne